# شمعة محمد
شمعة محمد (19 فبراير 1958 - 16 مارس 2022)، ممثلة عُمانية.

## عن حياتها
ولدت في الكويت، درست بين الكويت والبحرين، كانت بدايتها الفنية في عام 1975، بينما بدايتها الفعلية في عام 2000. شاركت في العديد من الأعمال التلفزيونية والمسرحية. ارتدت الحجاب بعام 2006، وهي متزوجة من «محمد سبيل» ولها منه من الأبناء: سوسن، وسيما، وقيس، وقيصر.

## أعمالها

### من المسلسلات
- قراءة في دفتر منسي·
- قيود الزمن.
- نقش الحنة.
- طاش ما طاش - أكثر من جزء.
- المقطار.
- الديرة نت.
- غشمشم.
- غصات الحنين.
- غربة مشاعر.
- ألوان من الحب والحزن.
- عذاري.
- مجاديف الأمل.
- بريق المال.
- الدريشة.
- الفرية.
- نعم ولا.
- أسوار.
- دار الزمن.
- للأسرار خيوط.
- أكون أو لا.
- يا تصيب يا تخيب.
- هذا حنا.
- سواق وشغالة.
- عندما يزهر الخريف 1.
- ومضة فنار.
- العاصوف.

## وفاتها
توفيت شمعة محمد ليلة يوم الأربعاء 13 شعبان 1443 هـ الموافق 16 مارس 2022 الموافق عن عمر ناهز 64 عامًا، وذلك إثر سكتة قلبية أصيبت بها في الرياض عاصمة السعودية، حيث كانت تصور أحد الأعمال التلفزيونية.

## روابط خارجية
- شمعة محمد على موقع قاعدة بيانات الأفلام العربية